# Епихов, Николай Николаевич
Николай Николаевич Епихов (1872—1972) — русский военный деятель, полковник Генерального штаба (1916); генерал-майор Белой армии (1918). Герой Первой мировой войны, участник Белого движения.

## Биография
В службу вступил в 1893 году после получения образования в Новочеркасской военно-ремесленной школе. В 1898 году после окончания Новочеркасского казачьего училища по I разряду произведён в хорунжии и выпущен в Донской 9-й казачий полк.
В 1901 году произведён в сотники, в 1905 году в подъесаулы. В 1908 году после окончания Николаевской военной академии по I разряду произведён в Генерального штаба
капитаны — командир сотни Донского 8-го казачьего полка. С 1910 года старший адъютант штаба 1-й Донской казачьей дивизии. С 1913 года старший адъютант штаба 4-й стрелковой бригады.

С 1914 года участник Первой мировой войны в составе своей бригады. С 1915 года подполковник — старший адъютант (по разведке) Отдела генерал-квартирмейстера  штаба 8-й армии. Высочайшим приказом от 21 ноября 1915 года за храбрость награждён Георгиевским оружием: 
За то, что 3-го октября 1914 года у д. Монастыржепа, находясь под сильным обстрелом с большим искусством направлял действия батальона, завершившийся взятием важной высоты. 12-го октября тоже под обстрелом, произвёл разведку позиции противника у д. Спас, которая дала возможность отряду овладеть и закрепить за собою важный участок позиции
В 1916 году произведён в полковники — и.д. начальника штаба 6-й Донской казачьей дивизии. С 1917 года командир 40-го Донского казачьего полка.
После Октябрьской революции с  1918 года  участник Белого движения в Донской армии — генерал-майор, командир 2-го Донского казачьего полка и начальник боевого отряда. С 1919 года 2-й генерал-квартирмейстер штаба Донской армии. С 1920 года эвакуирован в Болгарию, в эмиграции в Югославии. Умер в Загребе в 1972 году.

## Награды
- Орден Святой Анны 3-й степени  (ВП 10.07.1911)
- Орден Святого Владимира 4-й степени с мечами и бантом (ВП 11.02.1915)
- Георгиевское оружие (ВП 21.11.1915)
- Орден Святого Станислава 2-й степени с мечами (ВП 14.08.1916)
- Орден Святой Анны 2-й степени с мечами (ВП 11.12.1916)
- Орден Святого Владимира 3-й степени с мечами  (ВП 31.12.1916)
- Дважды Высочайшее благоволение (ВП 05.04.1916; ВП 26.08.1916)